# José Antonio Chang
José Antonio Chang Escobedo (ur. 19 maja 1958 w Limie), peruwiański polityk, minister edukacji w latach 2006–2011, premier Peru od 14 września 2010 do 19 marca 2011.

## Edukacja
José Antonio Chang urodził się w 1958 w Limie. W 1984 ukończył inżynierię przemysłową na Universidad Nacional Federico Villarreal w Limie. W 1994 zdobył tytuł magistra informatyki i technologii edukacyjnej na University of Hartford w Stanach Zjednoczonych. W 2001 obronił doktorat z dziedziny administracji i zarządzania w Szkole Administracji Biznesu dla Doktorantów (ESAN-ESADE). W 2005 zdobył tytuł magistra edukacji w dziedzinie informatyki i technologii edukacyjnej na Universidad de San Martín de Porres w Limie. W 2006 został doktorem edukacji na Universidad Nacional Federico Villarreal.

## Praca zawodowa
W 1984 objął funkcję koordynatora w Zakładzie Inżynierii i Systemów Informatycznych na uniwersytecie Universidad de San Martín de Porres, na którym rozpoczął swoją pracę naukową. W latach 1984–1985 był tam dyrektorem Akademickiego Programu Inżynierii i Systemów Informatycznych. Od 1985 do 1986 kierował Szkołą Inżynierii i Systemów Informatycznych, jedną z placówek uniwersytetu. W latach 1986–1996 zajmował stanowisko dziekana Wydziału Inżynierii i Systemów Informatycznych. W 1988 rozpoczął pracę jako menedżer ds. rozwoju w banku Banco de la Nación, rok później został w nim menedżerem ds. informatyzacji. Od 1996 do 2006 zajmował stanowisko rektora Universidad de San Martín de Porres.
José Antonio Chang był członkiem wielu stowarzyszeń i organizacji naukowych, w tym Peruwiańskiego Stowarzyszenia Komputeryzacji i Informatyzacji, Kolegium Inżynierów Peru, Stowarzyszenia Wspólnego Peru. Uzyskał tytuł doktora honoris causa od Universidad Nacional de Huacho oraz Universidad Nacional Federico Villarreal.

## Kariera polityczna
28 lipca 2006 został mianowany przez prezydenta Alana Garcíę ministrem edukacji. Pełnił ten urząd kolejno w rządach premierów Jorge del Castillo (2006–2008), Yehude Simona (2008–2009) oraz Javiera Velásqueza (2009–2010). 14 września 2010 prezydent García dokonał zmian w gabinecie, mianując José Antonio Changa na stanowisko premiera, w miejsce ustępującego i planującego start w wyborach prezydenckich Javiera Velásqueza. Nowy gabinet został zaprzysiężony jeszcze tego samego dnia. Premier Chang zachował w nim również stanowisko ministra edukacji.
18 marca 2011 złożył dymisję na ręce prezydenta z przyczyn osobistych. Następnego dnia na stanowisku szefa rządu zastąpiła go minister sprawiedliwości Rosario Fernández, a funkcję ministra edukacji objął Víctor Raúl Díaz Chávez. Prezydent García tego samego dnia odznaczył go Orderem Słońca Peru, najwyższym odznaczeniem państwowym.